# Holden HT
De Holden HT was in 1969 de opvolger van de Holden HK-serie van het Australische automerk Holden. Holdens twaalfde serie was een facelift van de HK waar vooral het toevoegen van meer V8-motoren opviel. Daaronder ook een 4,2 liter- en een 5 liter versie van eigen makelij.

## Geschiedenis
Onder de wijzigingen viel onder andere een nieuw radiatorrooster van kunststof in plaats van metaal en een verbeterde wegligging. Onder de motorkap was de 5 liter V8 van Chevrolet geschrapt ten voordele van Holdens eigen 4,2- en 5 liter V8's. Chevrolets 5,7 liter V8 bleef wel beschikbaar in de Monaro GTS 350 Coupe. De voorraad van die Chevrolet motor werd eerst nog wel opgebruikt. De laatste HT's kregen nog Holdens nieuwe Trimatic automatische drieversnellingsbak ingebouwd. Die moest de uit de Verenigde Staten geïmporteerde Powerglide tweebak vervangen, maar er doken nog wat problemen mee op.

## Modellen
Voor de modelcodes staat de eerste code voor de zescilinder en de tweede voor de achtcilinder.
- Mei 1969: (HT 80169/80269) Holden Belmont Sedan
- Mei 1969: (HT 80369/80469) Holden Kingswood Sedan
- Mei 1969: (HT 81169/81269) Holden Premier Sedan
- Mei 1969: (HT 80135/80235) Holden Belmont Wagon
- Mei 1969: (HT 80335/80435) Holden Kingswood Wagon
- Mei 1969: (HT 81135/81235) Holden Premier Wagon
- Mei 1969: (HT 80180/80280) Holden Belmont Utility
- Mei 1969: (HT 80380/80480) Holden Kingswood Utility
- Mei 1969: (HT 80170/80270) Holden Belmont Panel Van
- Jun 1969: (HT -/81469) Holden Brougham
- Jun 1969: (HT 80337/80437) Holden Monaro Coupe
- Jun 1969: (HT -/80837) Holden Monaro GTS Coupe
- Jun 1969: (HT -/81837) Holden Monaro GTS 350 Coupe
- Aug 1969: (HT -/81837) Holden Monaro GTS 350 Coupe Bathurst Special